# Závody sportovních vozů

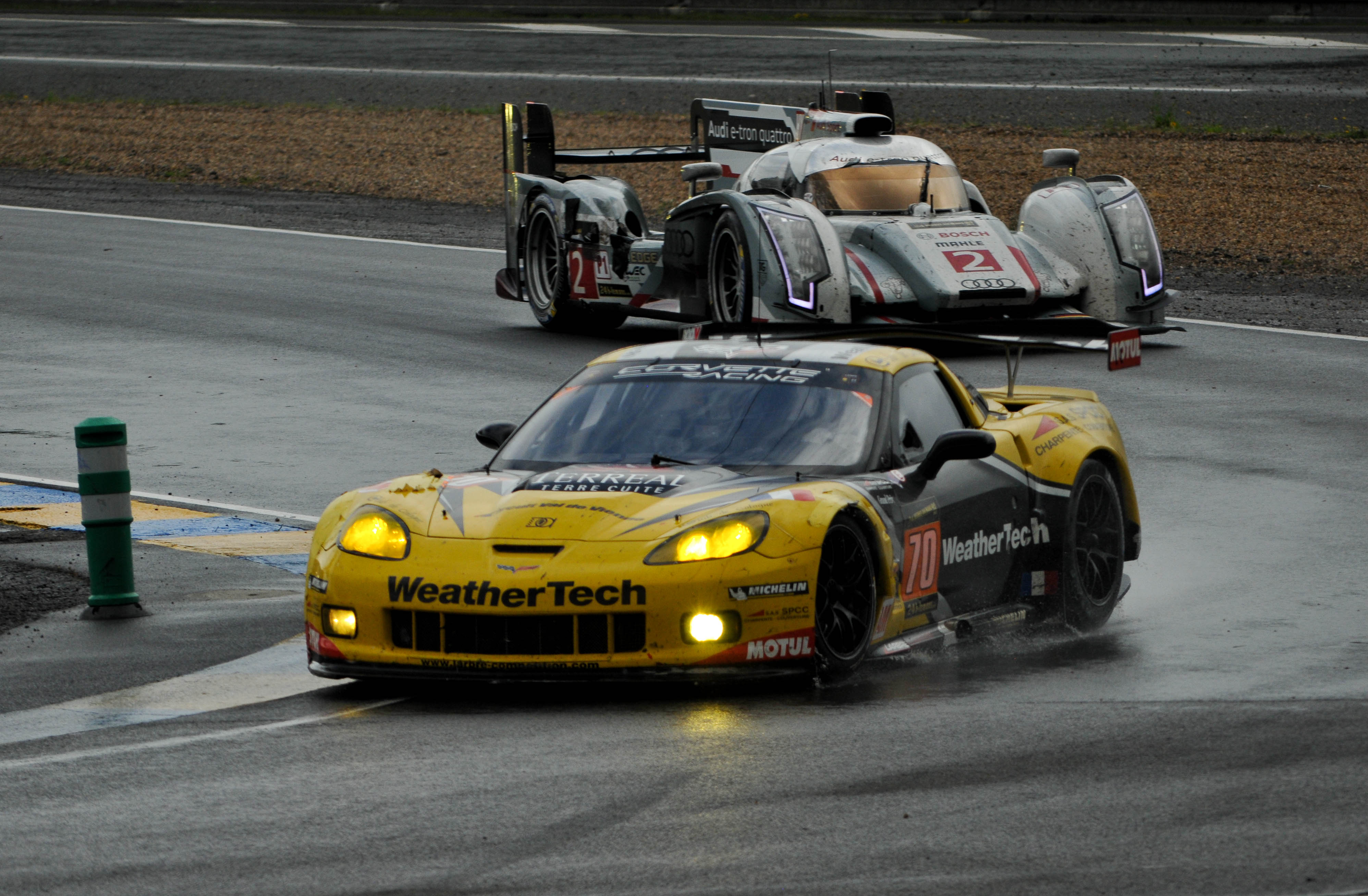
GT vůz (vpředu) a prototyp

Závody sportovních vozů jsou druhem automobilových závodů, kterých se účastní automobily obvykle s uzavřenými koly a dvěma sedadly. Jedná se buď o automobily odvozené od silničních, ačkoli často vysoce exkluzivních sportovních vozů (tzv. GT vozy), nebo o prototypy od základů projektované pro účely automobilových závodů (tzv. sportovní prototypy). Jde v podstatě o jakýsi mezistupeň mezi civilnějšími závody cestovních vozů (např. WTCC) a naopak specializovanějšími závody monopostů (např. Formule 1).
GT vozy jsou pomalejší než prototypy, ale zároveň jsou levnější a dostupnější a jejich zastoupení v jednotlivých závodních sériích je tak mnohem hojnější.
Nejznámějším závodem sportovních vozů je 24 hodin Le Mans, který je v současné době součástí seriálu mistrovství světa ve vytrvalostních závodech FIA World Endurance Championship (WEC). Dalšími významnými závody jsou např. 12 hodin Sebringu, 24 hodin Daytony, 24 hodin Nürburgringu nebo 24 hodin Spa.
Významnými závody minulosti, které se již nekonají, jsou Targa Florio (1906–1977) a Mille Miglia (1927–1957).